# Emil Rathenau
Emil Moritz Rathenau (Berlino, 11 dicembre 1838 – Berlino, 20 giugno 1915) è stato un ingegnere e imprenditore tedesco.
È stata una figura eminente nell'industria elettromeccanica europea, fondando fra l'altro le società AEG e NAG.

## Biografia
Emil Moritz Rathenau nacque a Berlino, figlio di Moritz Rathenau, in una famiglia benestante di origine ebraica.
Nel 1881, durante l'Esposizione internazionale di Parigi vide per la prima volta la lampadina inventata da Thomas Edison e, comprendendone le potenzialità, si accordò per diffondere la nuova tecnologia in Europa.
Nel 1883 fonda la Deutsche Edison-Gesellschaft für angewandte Elektricität, che nel 1887 è ribattezzata AEG (Allgemeine Elektricitäts-Gesellschaft).
Nel 1903 viene nominato Amministratore Delegato della AEG. Lo stesso anno concorre alla creazione della Telefunken Gesellschaft mbH für drahtlose Telegraphie insieme all'altra grande azienda tedesca del settore, la Siemens fondata dall'uomo d'affari Werner von Siemens.
Dal 1866 fino alla morte è stato sposato con Mathilde Nachmann, figlia di un banchiere di Francoforte sul Meno, dalla quale ha avuto due figli maschi, Walther (uomo politico e industriale famoso assassinato da estremisti di destra nel 1922), Erich e una figlia di nome Edith.